# Résolution 255 du Conseil de sécurité des Nations unies
Membres permanents
- Chine (Taïwan)
- États-Unis
- France
- Royaume-Uni
- URSS

Membres non permanents
- Algérie
- Brésil
- Canada
- Danemark
- Éthiopie
- Hongrie
- Inde
- Pakistan
- Paraguay
- Sénégal

Résolution no 254 Résolution no 256
La résolution 255 du Conseil de sécurité des Nations unies est adoptée le 19 juin 1968. Après qu'un grand nombre d'États ont commencé à souscrire au Traité sur la non-prolifération des armes nucléaires, le Conseil a reconnu que l'agression avec des armes nucléaires ou sa menace contre un État doté non d'armes nucléaires créerait une situation dans laquelle le Conseil de sécurité, et surtout ses États membres dotés d'armes nucléaires, devraient agir immédiatement conformément à leurs obligations au titre de la Charte des Nations unies.
La résolution a été adoptée avec 10 voix contre zéro : l'Algérie, le Brésil, la France, l'Inde et le Pakistan s'étant abstenus.

## Voir
- Prolifération nucléaire